# Морган, Чарли
Ча́рли Мо́рган (при рождении Джон Чарлз Мо́рган — англ. Charlie Morgan, John Charles Morgan; род. 9 августа 1955, Хаммерсмит, Лондон, Великобритания) — британский барабанщик и перкуссионист.
В 1985 году совместная работа Моргана с Ником Кершоу привлекла внимание Элтона Джона, предложившего Моргану принять участие в записи альбома Ice on Fire. В том же году Чарли Морган выступил в качестве аккомпанирующего барабанщика Элтона Джона в благотворительном концерте Live Aid. В течение следующих тринадцати лет Морган участвовал в записи большинства альбомов Элтона Джона, а также во всех его гастрольных турах.
Чарли Морган — автор (совместно с бас-гитаристом Энди Пэском; англ. Andy Pask) музыкальной заставки к британскому телесериалу «Чисто английское убийство» (1984—2010).